# The Next Best Thing
The Next Best Thing (bra: Sobrou pra Você) é um filme estadunidense de 2000, do gênero comédia dramática, sobre dois melhores amigos que têm um filho juntos, e uma batalha de custódia anos depois. Estrelando Madonna, Rupert Everett, Benjamin Bratt, Michael Vartan, Josef Sommer, Malcolm Stumpf, Neil Patrick Harris e Lynn Redgrave. Foi o último filme dirigido por John Schlesinger.
O filme começou como um roteiro original, The Red Curtain, de Tom Ropelewski, que ele pretendia dirigir, com sua esposa Leslie Dixon para produzir. Foi anunciado que seria feito em 1995, com Richard Dreyfuss como Robert; ele desistiu então Helen Hunt foi nomeada como protagonista feminina para interpretar Abbie. Ela acabou sendo substituída por Madonna e, em seguida, Rupert Everett assinou. As filmagens ocorreram entre 23 de abril e 30 de junho de 1999. Mais tarde, foi alegado que o roteiro foi extensivamente reescrito por Ryan Murphy e Rupert Everett.
O filme estreou em #2 nas bilheterias norte-americanas, ganhando na estreia US$ 5 870 387, atrás de The Whole Nine Yards. O filme arrecadou no total US$ 24 362 772, com um orçamento de US$ 25 milhões, o filme foi considerado um fracasso de bilheteria. O filme recebeu uma avaliação de 19% no Rotten Tomatoes, com base em 93 avaliações, com uma classificação média de 3,7/10. No Metacritic, que usa uma média ponderada das críticas dos críticos, o filme tem uma classificação de 25/100 com base em 31 revisões, indicando "revisões geralmente desfavoráveis". Roger Ebert em um trecho da sua crítica sobre o filme escreveu: "Madonna jamais emerge como um ser humano verossímil... ela parece mais uma porta-voz de um vídeo sobre estilos alternativos de maternidade. A atriz começa o filme com um sotaque quase britânico mas, na metade da fita, está falando como norte-americana".
O filme foi indicado como Melhor Filme no GLAAD Media Awards de 2001, mas perdeu para Billy Elliot. Madonna ganhou o prêmio Framboesa de Ouro de Pior Atriz, e o filme foi indicado para Pior Diretor (John Schlesinger), Pior Filme, Pior Roteiro (Thomas Ropelewski) e Pior Casal na Tela - Madonna e Rupert Everett ou Benjamin Bratt.

## Sinopse
Abbie e Robert são amigos com muita coisa em comum: jovens, têm uma visão não-convencional da vida, inteligentes, impulsivos e um terrível azar no amor. Eles fariam um par perfeito, se não houvesse um problema: Robert é gay. Um dia, porém, quando muitos coquetéis e martinis os levam a um novo nível de intimidade, eles se transformam em pais. Um novo mundo então se abre para ambos e também para Sam, seu filho, que decidem criar como se fossem uma família comum.

## Elenco
- Madonna como Abbie Reynolds
- Rupert Everett como Robert Whittaker
- Benjamin Bratt como Ben Cooper
- Michael Vartan como Kevin Lasater
- Josef Sommer como Richard Whittaker
- Lynn Redgrave como Helen Whittaker
- Malcolm Stumpf como Sam
- Neil Patrick Harris como David
- Illeana Douglas como Elizabeth Ryder
- Mark Valley como cardiologista
- Suzanne Krull como Annabel
- Stacy Edwards como Finn
- William Mesnik como Ashley
- Linda Larkin como Kelly

## Trilha sonora
O álbum da trilha sonora foi lançado pela Maverick Records em 21 de fevereiro de 2000. Ele alcançou o número 34 na parada de álbuns dos EUA da Billboard 200. Madonna foi produtora executiva na trilha sonora e escolheu todas as faixas que apareceram. O álbum contava com duas novas músicas de Madonna, "Time Stood Still" (uma faixa original escrita e produzida com William Orbit) e uma versão cover de "American Pie" de Don McLean. Esta última faixa foi #1 em todo o mundo, subindo para o topo das paradas no Reino Unido, Itália, Austrália, Alemanha e Japão. O álbum também incluiu faixas de Moby, Beth Orton, Christina Aguilera e Groove Armada.
A música-tema, de mesmo nome, é produzida por Madonna que também interpreta dois de vários temas.
1. "Boom Boom Ba" - Métisse
2. "Bongo Bong" - Manu Chao
3. "Don't Make Me Love You ('Til I'm Ready)" - Christina Aguilera
4. "American Pie" - Madonna
5. "This Life" - Mandalay
6. "If Everybody Looked the Same" - Groove Armada
7. "Why Does My Heart Feel So Bad?" - Moby
8. "I'm Not in Love" - Olive
9. "Stars All Seem to Weep" - Beth Orton
10. "Time Stood Still" - Madonna
11. "Swayambhu" - Solar Twins
12. "Forever and Always" - Gabriel Yared